# غابرييل ماتزنيف
غابرييل ماتزنيف (مواليد 12 أغسطس 1936) (بالفرنسية: Gabriel Matzneff)‏ كاتب فرنسي.
وصف نشاطاته المتعلقة بممارسة الجنس مع الأطفال والسياحة الجنسية في العديد من كتبه وكذلك على موقعه الرسمي على الإنترنت، وقد تم ذكر هذه الأنشطة في التلفزيون الوطني. ومع ذلك، فقد ظل محميًا من أي ملاحقة جنائية طوال حياته الأدبية واستفاد من دعم واسع ومتحمس داخل عالم الأدب الفرنسي.
في 11 فبراير 2020، أعلن ممثلو الادعاء الفرنسي فتح تحقيق جنائي. تم استدعاء ماتزنيف للمثول أمام محكمة باريس في اليوم التالي.